# دار الأوبرا الملكية الدرعية
دار الأوبرا الملكية في مدينة الدرعية هي أول دار أوبرا في السعودية أعلن عن إنشائها نهاية 2023م، ومن المقرر أن تُفتتح عام 2028م. ومن المستهدف أن تكون دار الأوبرا الملكية في الدرعية مركزًا عالميًا للفنون المسرحية، وأن تكون من المعالم البارزة التي تدعم دور الدرعية في تشكيل مستقبل الفنون والثقافة في السعودية والعالم تماشيًا مع أهداف رؤية السعودية 2030.

## المساحة
من المقرر أن تبلغ مساحة دار الأوبرا الملكية في الدرعية 46 ألف متر مربع ويمكنها استيعاب حوالي 3500 شخص في أربعة مسارح رئيسية، بما في ذلك المسرح الكبير الذي يتسع لـ 2000 مقعد لاستيعاب الأعمال الفنية واسعة النطاق، إضافة إلى مسرحين صغيرين للاستخدام متعدد الأغراض، كما تضم الدرعية مسرحًا خارجيًا يتسع لـ 450 مقعدًا للعروض الخارجية.

## التصميم
صممت دار الأوبرا الملكية في الدرعية من شركة "سنوهيتا أوسلو AS" النرويجية بأسلوب معماري نجدي معاصر توظّف فيه المواد الطبيعية، مثل النخيل والحجر والطين، مع مراعاة الاستدامة من خلال ترشيد استهلاك المياه، وتعزيز الإضاءة الطبيعية، وضمان التهوية والراحة الحرارية، ويشارك في تطوير المشروع عدد من الشركات العالمية المتخصصة، من بينها شلايش بيرغيرمان بارتنر في أعمال الهياكل والواجهات، وبورو هابولد والديار السعودية للأعمال الميكانيكية والكهربائية والسباكة، وثيتر بروجيكتس مستشارين في تصميم المسارح والصوتيات، وجاي إل إل مستشارًا ماليًّا، وذلك بدعم من بلان إيه لإدارة التصميم.

## التنفيذ
في أبريل 2025م أعلنت «شركة الدرعية» عن ترسية عقد مشروع تطوير «دار الأوبرا الملكية» بتكلفة استثمارية تبلغ 5.1 مليار (1.36 مليار دولار)، وفازت 3 شركات بعقد تنفيذ المشروع، وهي: شركة السيف للمقاولات الهندسية، وشركة مدماك للإنشاءات، والشركة الصينية للهندسة المعمارية.

## وصلات خارجية
- موقع بلدية الدرعية
- الهيئة العامة للسياحة والتراث الوطني